# Evgenija Lalenkova
Evgenija Michajlovna Dmitrieva, coniugata Lalenkova (in russo Евгения Михайловна Дмитриева-Лаленкова?; Čerepovec, 8 settembre 1990), è una pattinatrice di velocità su ghiaccio russa.
È sposata con il pattinatore di velocità Evgenij Lalenkov.

## Palmarès

### Mondiali distanza singola
- 4 medaglie:
  - 1 argento (1500 m a Salt Lake City 2020);
  - 3 bronzi (inseguimento a squadre a Inzell 2019; 1500 m e inseguimento a squadre a Heerenveen 2021).

### Europei
- 2 medaglie:
  - 2 argenti (1500 m e inseguimento a squadre a Heerenveen 2020).

### Coppa del Mondo
- Miglior piazzamento nella Coppa del Mondo 1500 m: 3ª nel 2020.
- Miglior piazzamento nella Coppa del Mondo lunghe distanze: 6ª nel 2020.
- 1 podio (individuale):
  - 1 terzo posto.

### Universiadi
- 1 medaglia:
  - 1 bronzo (1500 m a Trentino 2013).